# Меєнь
Меєнь, Меєні (рум. Meieni) — село у повіті Вилча в Румунії. Входить до складу комуни Попешть.
Село розташоване на відстані 168 км на захід від Бухареста, 25 км на південний захід від Римніку-Вилчі, 76 км на північ від Крайови, 139 км на південний захід від Брашова.

## Населення
За даними перепису населення 2002 року у селі проживали 464 особи, усі — румуни. Рідною мовою 463 особи (99,8%) назвали румунську.